# Jeff Tho
Jeffrey „Jeff“ Tho (* 19. April 1988 in Ipoh) ist ein australischer Badmintonnationalspieler malaysischer Herkunft.

## Karriere
Jeff Tho belegte 2007 bei der Samoa Future Series Platz 3 im Herreneinzel. Bei den australischen Einzelmeisterschaften des Folgejahres gewann er Silber im Herrendoppel und Gold im Herreneinzel. Bei der Ozeanienmeisterschaft 2008 wurde er Dritter.

## Sportliche Erfolge
| Saison | Veranstaltung                     | Disziplin    | Platz | Name                   |
| ------ | --------------------------------- | ------------ | ----- | ---------------------- |
| 2007   | Samoa Future Series               | Herreneinzel | 3     | Jeff Tho               |
| 2008   | Australien: Einzelmeisterschaften | Herrendoppel | 2     | Jeff Tho / Glenn Warfe |
| 2008   | Australien: Einzelmeisterschaften | Herreneinzel | 1     | Jeff Tho               |
| 2008   | Ozeanienmeisterschaft             | Herreneinzel | 3     | Jeff Tho               |